# Vawkavysk
Vawkavysk (en biélorusse : Ваўкавыск ; en łacinka : Vaŭkavysk) ou Volkovysk (en russe : Волковыск ; en polonais : Wołkowysk ; en lituanien : Valkaviskas ; en allemand : Wolkowysk) est une ville de la voblast de Hrodna ou oblast de Grodno, en Biélorussie, et le centre administratif du raïon de Vawkavysk. Sa population s'élevait à 44 188 habitants en 2017.

## Géographie
Vawkavysk est située à 71 km au sud-est de Hrodna et à 233 km à l'ouest-sud-ouest de Minsk.

## Histoire
Vaŭkavysk est une ville ancienne, mentionnée pour la première fois au XIIe siècle. Les premiers villages sur le territoire de Vawkavysk apparaissent entre le Xe et le XIIIe siècle. Vawkavysk était le centre du duché de Vawkavysk. Au XVe siècle, c'était un centre de starostvo et au XVIe siècle un centre de powiat. Elle reçut l'autonomie urbaine — droit de Magdebourg — en 1503.
Les 15 et 16 novembre 1812, bataille de Wolkowysk entre les troupes Françaises et Russes
En 1921, la ville fut rattachée à la Pologne et devint le centre de la voïvodie de Bialystock. Après le Pacte germano-soviétique, elle fut envahie ainsi que la Pologne orientale par l'Armée rouge, en septembre 1939, et rattachée à la république socialiste soviétique de Biélorussie. Pendant la Seconde Guerre mondiale, elle fut occupée par l'Allemagne nazie de juin 1941 à juillet 1944. Un ghetto y fut alors créé. Il fut liquidé en 1942. Dix mille Juifs furent exterminés lors de bombardements aériens, d'exécutions de masse et de déportations. Vawkavysk redevint soviétique après la guerre. Depuis 1991, elle fait partie de la Biélorussie indépendante.

## Population
Recensements (*) ou estimations de la population :
| 1849  | 1860  | 1889  | 1891  | 1897*  | 1921*  |
| ----- | ----- | ----- | ----- | ------ | ------ |
| 2 267 | 3 472 | 7 071 | 8 057 | 10 323 | 11 100 |

| 1939*  | 1959*  | 1970*  | 1979*  | 1989*  | 1999*  |
| ------ | ------ | ------ | ------ | ------ | ------ |
| 16 700 | 18 283 | 23 266 | 29 074 | 40 374 | 46 600 |

| 2009*  | 2013   | 2014   | 2015   | 2016   | 2017   |
| ------ | ------ | ------ | ------ | ------ | ------ |
| 44 167 | 43 839 | 43 826 | 44 084 | 44 110 | 44 188 |

## Personnalités
- David Janowski (1868-1927), joueur d'échecs
- Anna Rozental (1872-1940), dirigeante de l'Union générale des travailleurs juifs
- Pawel Chomicz (1893-1942), martyr catholique
- Raphael Lemkin (1900-1959), juriste américain
- Zerach Warhaftig (1906-2002), homme politique israélien
- Teresa Torańska (1944-2013), journaliste et écrivain polonaise, y est née
- Alexandre Dediouchko (1962-2007), acteur russe
- Samuel Rothbort
- Nachum Zemach, Naum Cemach, le fondateur de Habima

## Jumelage
- Siedlce (Pologne)